# Commanderie de Resson
Pour les articles homonymes, voir Resson.
La commanderie de Resson est située dans la commune française de La Saulsotte, dans le département de l'Aube, en région Champagne-Ardenne.

## Histoire
Au XIXe siècle, l'un des bâtiments servait encore de moulin à farine.

## État
Il y subsiste d'humbles vestiges du Bas Moyen Âge : ceux d'une commanderie rurale des Templiers à l'angle de la route de Fouchères et de la rue saint-Nicolas, où se seraient rencontrés secrètement, dit-on, Thibaud IV de Champagne et sa tante, Blanche de Castille... Ces vestiges sont :
- d'une part un logis restauré, constitué d'un bâtiment carré à trois niveaux (un rez-de-chaussée, un étage et des combles sous charpente), flanqué de deux tours ;
- d'autre part une chapelle sous le vocable de Sainte-Madeleine[5], édifiée au XIIe siècle et pendant le deuxième quart du XIIIe siècle. Elle est inscrite depuis le 12 mars 1930 à l'inventaire supplémentaire des monuments historiques pour les chœur et portail romans de l'ancienne nef[6]. Elle est menacée de disparition car, depuis des siècles, elle subit des pressions et des étirements en raison de sa construction sur une motte artificielle faite de sables calcaires rapportés.